# Basílica de El Salvador (Burriana)

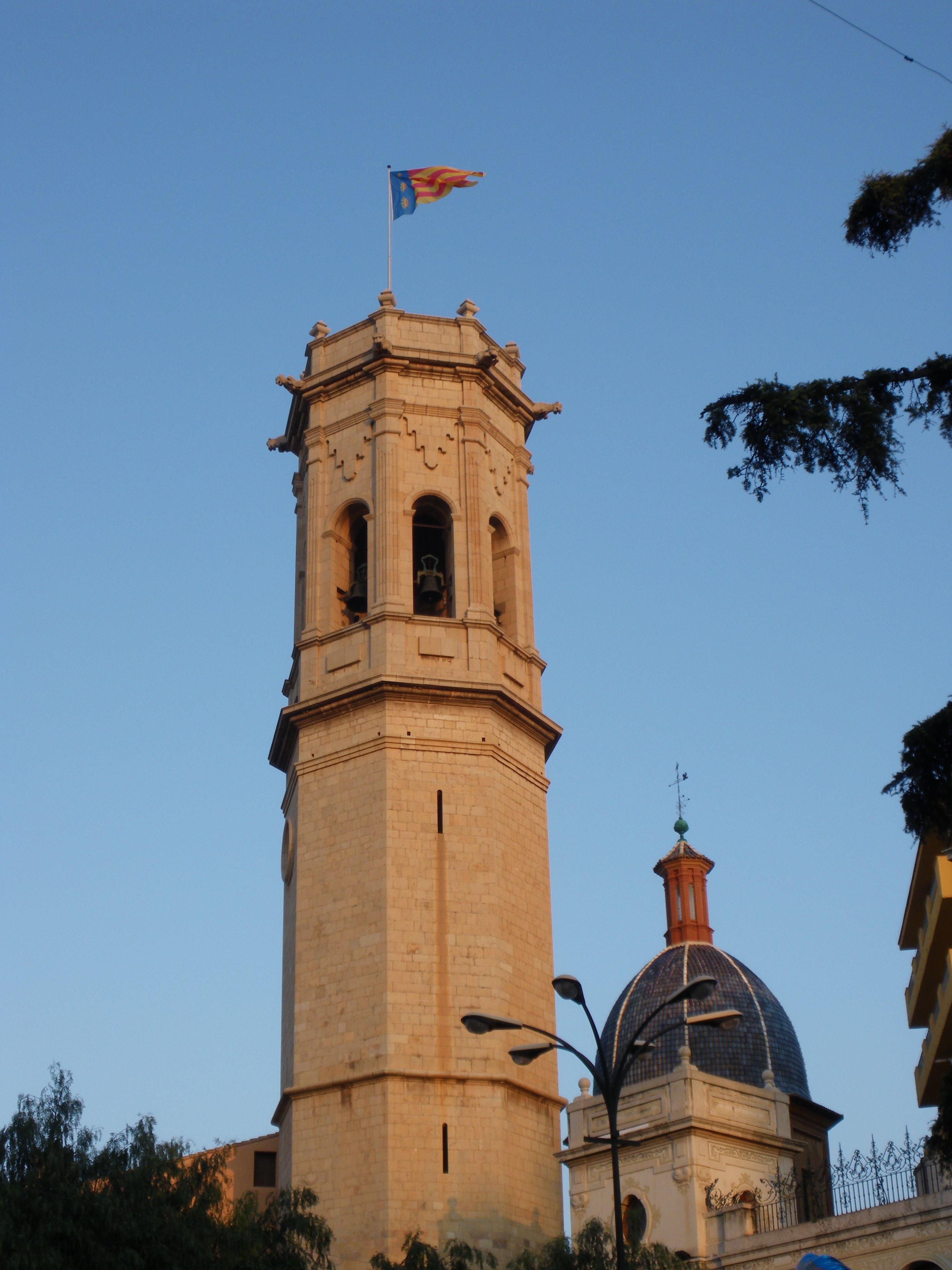
Campanario

La basílica de El Salvador, situada en la plaza de la Iglesia de Burriana (Provincia de Castellón, España), es un edificio de estilo gótico valenciano que comenzó a construirse a finales del siglo XIII. En el siglo XVII tuvo una intervención barroca que modificó la imagen de la iglesia; en el siglo XVIII se levantó la capilla de la Comunión y en el siglo XIX se amplió la nave con dos tramos. En el siglo XX, tras la Guerra Civil se devolvió el aspecto original gótico a la cabecera de la iglesia.
Este templo es un edificio conmemorativo y propagandístico a la vez. Conmemorativo porque representa la primera gran victoria militar de Jaume I en la conquista del reino musulmán de Al-Balensiya, siendo dedicada su advocación a la Virgen Santa María tal y como se hizo en el resto de fundaciones a lo largo de las ciudades conquistadas, siendo más tardía su advocación a Jesucristo Salvador a mediados del XIV. El sentido propagandístico hay que verlo en la monumentalidad y magnificencia del nuevo templo todo de piedra, que no tendrá punto de comparación con las humildes mezquitas de las medinas rurales de la zona, y en el impacto que produciría sobre los vecinos musulmanes de las demás villas de la Plana.
El 16 de junio de 2013, la Iglesia de El Salvador, fue ascendida al rango de Basílica Menor por el Papa Francisco.

## Descripción
Se trata de una iglesia de una sola nave con capillas entre contrafuertes. La cabecera poligonal tiene siete lados con cinco capillas absidiales en la parte central, mientras que las dos de los extremos son cuadradas, una albergaba la sacristía del siglo XIII, y la otra es la torre medieval. Las cinco capillas son también poligonales, todas ellas con ventanales góticos, es decir, apuntados y con vidrieras; la central tiene tres ventanas por simbología religiosa (La Trinidad). Cada una tiene un refuerzo exterior de dos contrafuertes. La cabecera esta cubierta por una bóveda de crucería cuya plementeria es de ladrillo.
La iglesia actual tiene seis tramos de los que cuatro son los originales, mientras que los dos más cercanos a los pies son el resultado de la prolongación del siglo XIX para unir la iglesia con la capilla de la Comunión (siglo XVIII), y con el campanario (siglo XIV).
El campanario era exento, de planta cuadrangular en el primer cuerpo, pasa a ser octogonal a partir del segundo cuerpo.
La nave y las capillas laterales conservan el revestimiento barroco, mientras que la cabecera es de estilo gótico debido a una repristinación llevada a cabo en el siglo XX. La cubierta original de la nave es de bóveda de crucería sencilla, enmascarada hoy por el revestimiento dando la apariencia de bóveda de cañón con lunetos.
Al exterior tiene dos portadas barrocas del siglo XVII, que vinieron a sustituir a las dos góticas. Ambas recaen a la plaza. La portada más cercana a la cabecera data de 1695-1696, es de un solo cuerpo de orden toscano con pilastras y retropilastras, la línea de cornisa se altera para albergar el escudo de la ciudad rompiendo el entablamento. Sobre este hay una hornacina avenerada flanqueada por volutas y pirámides. La otra, más cercana a los pies, fue realizada en 1697. Tiene tres cuerpos decrecientes en orden ascendente. El cuerpo inferior con el acceso flanqueado por columnas con el fuste decorado con estrías y motivos figurativos sobre un podio. El cuerpo superior con una hornacina enmarcada por columnas y pilastras; mientras que el tercer cuerpo a modo de remate tiene un óculo oval sobre el que se dispone una línea de cornisa cóncava-convexa, muy del gusto barroco.
Cabe destacar que en la primera capilla de la cabecera en el lado del evangelio (el de la izquierda) bajo un arco solio, según cuenta la tradición, hay una urna sepulcral de piedra en la que yace un hijo abortivo de Violante de Hungría y de Jaime I.
En el siglo XVIII se realizó la capilla de la Comunión. De planta de cruz griega inscrita en un cuadrado, está cubierta por una cúpula con linterna sobre un tambor octogonal.
En 1938 la iglesia y la torre campanario fueron dinamitados, cayendo las bóvedas y la cubierta de la nave. Una vez finalizada la Guerra Civil se procedió a su reconstrucción.